# Cimitero austro-ungarico Burg di San Candido
Il cimitero austro-ungarico Burg di San Candido (in tedesco Soldatenfriedhof Innichen o Burgfriedhof Innichen) è un cimitero di guerra che si trova poco a sud dell'abitato di San Candido alla fine della val Pusteria in Alto Adige.

## Storia
Durante la Grande guerra San Candido si trovava nelle immediate retrovie del fronte e fu anche un centro ospedaliero; quindi un gran numero di morti per ferite oppure per malattie, sia dell'esercito austro-ungarico, che tra i prigionieri di guerra italiani o di altre nazioni dell'Intesa, trovò sepoltura in un cimitero posto sull'altura del Burg. Si arrivò fino a 700 tombe.
Per lo più il cimitero fu costruito per far fronte al numero sempre maggiore di morti provenienti dai due ospedali di guerra ad inizio della guerra per volere dell'allora sindaco Josef Baumgartner. Il camposanto venne consacrato dal cappellano Anton Pircher il 12 marzo 1916. Al suo interno sono stati seppelliti Standschützen, ma anche prigionieri italiani, russi e serbi. Le salme subito dopo la fine del conflitto erano circa il doppio, ma nel 1934 le salme dei prigionieri di guerra italiani furono trasferite al sacrario militare di Pocol. Nel 1941 toccò ai soldati tedeschi; vennero trasferiti verso i cimiteri di guerra di Bressanone, di Bolzano o presso il cimitero militare tedesco del Passo Pordoi. All'interno del Burg si trova anche una lapide a ricordo di due crocerossine che lavoravano presso l'ospedale da campo austro-ungarico, Anna Francò e Anna Czabala.
Dopo altri trasferimenti il cimitero fu abbandonato a sé stesso e solo nel 2003/2004 il luogo è stato recuperato con interventi di estrema sobrietà, ma giudicati molto ben riusciti, richiesti dal francescano Siegfried Volgger assieme agli Schützen "Hofmark Innichen".
In particolare, la piccola cappella è stata restaurata grazie all'architetto Bernhard Lösch il quale ha voluto trascrivere al suo interno i nomi delle 520 salme ritrovate nella fossa comune.